# Liste der Monuments historiques in Lannebert
Die Liste der Monuments historiques in Lannebert führt die Monuments historiques in der französischen Gemeinde Lannebert auf.

## Liste der Bauwerke
| Bezeichnung                    | Beschreibung              | Standort | Kennzeichnung | Schutzstatus | Datum | Bild           |
| ------------------------------ | ------------------------- | -------- | ------------- | ------------ | ----- | -------------- |
| Kapelle Notre-Dame de Liscorno | Erbaut im 18. Jahrhundert | (Lage)   | PA00089258    | Inscrit      | 1963  | weitere Bilder |
| Kreuz                          | 18. Jahrhundert           | (Lage)   | PA00089259    | Inscrit      | 1925  | weitere Bilder |

## Liste der Objekte
- Monuments historiques (Objekte) in Lannebert in der Base Palissy des französischen Kultusministeriums